# Эмилия (Отелло)
Эмилия (англ. Emilia) — персонаж трагедии Уильяма Шекспира «Отелло», впервые поставленной на сцене в 1604 году, жена Яго, которая сначала помогает мужу в его кознях, но в финале пьесы разоблачает Яго и погибает от его руки. Исследователи отмечают сложность характера этого персонажа. Эмилия появляется во множестве экранизаций пьесы. Её прототип, не имеющий имени, действует в новелле Чинцио Джиральди «Венецианский мавр» из сборника «Экатоммити», ставшей для Шекспира источником сюжетного материала.

## Роль в сюжете
В новелле Чинцио Джиральди «Венецианский мавр» из сборника «Экатоммити» («Сто рассказов», 1565) появляется безымянный персонаж — венецианка, жена Прапорщика, «красивая и честная женщина». Она отправляется на Кипр вместе с мужем, последовавшим за своим начальником Мавром, и становится близкой подругой жены Мавра Диздемоны. Позже Прапорщик решает оклеветать Диздемону: с помощью ряда хитростей он убеждает Мавра, что жена изменяет ему с Капитаном. Мавр замышляет убийство обоих, жена Прапорщика узнаёт об этом, но не решается предупредить Диздемону. В итоге последняя погибает. Впоследствии Мавра убивают родственники его жены, а Прапорщик умирает из-за пыток, связанных с обвинениями по другому делу. Джиральди заканчивает новеллу словами: «Так Бог отомстил за невинность Диздемоны. А всё то, что произошло, жена Прапорщика, которая всё это знала, рассказала после его смерти так, как я здесь изложил».
В первые годы XVII века английский драматург Уильям Шекспир на основе «Венецианского мавра» создал трагедию «Отелло» (впервые поставлена на сцене в 1604 году). Он сохранил основную событийную канву, но существенно изменил и обогатил образы героев. Прапорщик получил имя Яго, его жена — имя Эмилия. Яго в пьесе служит под началом мавра Отелло, которого власти Венецианской республики назначают наместником Кипра, Эмилия — служанка жены Отелло Дездемоны. По просьбе мужа она крадёт у госпожи платок, подарок мавра, хотя не понимает, зачем Яго нужна эта вещь. С помощью платка Яго удаётся убедить Отелло в том, что Дездемона ему изменяет. Поняв, что происходит, Эмилия решает обо всём рассказать мавру, но приходит слишком поздно, когда Дездемона уже мертва. Эмилия разоблачает мужа, тот, придя в ярость, наносит ей смертельный удар. Её кладут рядом с госпожой, перед смертью Эмилия говорит Отелло, что его жена была чиста и любила его. Она поёт ту же песню, которую пела Дездемона накануне гибели.
Исследователи отмечают неоднозначность характера Эмилии. Это легкомысленная женщина, для которой характерны, по словам А. Смирнова, «душевная незрелость, недоразвитость». В разговоре с Дездемоной она шутит о своей готовности изменить мужу «за целый мир», она крадёт платок, чтобы угодить супругу, а потом лжёт госпоже, хотя видит, что эта вещь крайне важна и для Дездемоны, и для Отелло. Ю. Шведов видит в этической системе Эмилии большое сходство со взглядами мужа. Однако в финале эта героиня вырастает над собой, разоблачив козни Яго, доказав чистоту Дездемоны и умерев без единой жалобы. Смирнов в связи с этим пишет о её «моральном триумфе».

## В экранизациях
Эмилия стала героиней множества фильмов, снятых по пьесе Шекспира.
- «Отелло» (1952, режиссёр Орсон Уэллс) — Эмилию сыграла Фэй Комптон;
- «Отелло» (1955, телефильм Тони Ричардсона) — Дафна Андерсон;
- «Отелло» (1955, режиссёр Сергей Юткевич) — Антонина Максимова;
- «Венецианский мавр» (1960, фильм-балет режиссёра Вахтанга Чабукиани) — Э. Митайшвили;
- «Отелло» (1965, режиссёр Стюарт Бердж) — Джойс Редман (она была номинирована на «Оскар» как лучшая актриса второго плана);
- «Отелло» (1995, режиссёр Оливер Паркер) — Анна Патрик.